# Солтберн
«Солтберн» (англ. Saltburn) — американский художественный фильм 2023 года в жанре чёрной комедии и психологической драмы, режиссёра Эмиральд Феннел. Феннел также выступила сценаристом и одним из продюсеров ленты. Главные роли сыграли Барри Кеоган, Джейкоб Элорди, Розамунд Пайк, Ричард Грант, Элисон Оливер и Арчи Мадекве.
Действие разворачивается в Англии в начале 2000-х годов, где студент Оксфордского университета Оливер (Кеоган) становится одержим богатым сокурсником, а тот приглашает Оливера провести лето в поместье своей эксцентричной семьи.
Мировая премьера фильма состоялась на 50-м кинофестивале в Теллурайде 31 августа 2023 года. Затем фильм вышел в прокат в Великобритании 17 ноября 2023 года и в тот же день в ограниченный прокат в США (широкий прокат начался 22 ноября). 23 декабря лента стала доступна на стриминг-сервисе Amazon Prime Video.
Фильм получил в целом положительные отзывы критиков и несколько наград, в том числе две номинации на 81-й церемонии вручения премии «Золотой глобус» за лучшую мужскую роль (Кеоган) и лучшую женскую роль второго плана (Пайк).

## Сюжет
В 2006 году стипендиат Оливер Квик поступает в Оксфордский университет, но ему сложно влиться в общество из-за незнания традиций высшего класса. Он случайно заводит дружбу с Феликсом Кэттоном, богатым и популярным студентом. Оливер оказывает ему услугу, одолжив свой велосипед взамен его со спущенной шиной, а после Феликс в благодарность приглашает его в свою компанию в баре. Феликс, хоть и всячески избалованный наследник, получает удовольствие от общения с Оливером, так как по натуре является человеком щедрым и сочувствующим, в том числе восприимчивым и чутким к семейным проблемам одиночки Оливера. После внезапной смерти отца Оливера, Феликс приглашает его отвлечься и провести лето в семейном поместье Солтберн.
В Солтберне Оливер завоёвывает расположение семьи Феликса: его отца Джеймса, матери Элспет и сестры Венеции. Негативно к нему относится только Фарли, американский кузен Феликса. Оливер становится одержим Феликсом, и это приводит к его неподобающему и скрытному поведению. Фарли случайно видит, как Оливер соблазняет Венецию и занимается с ней оральным сексом. Фарли говорит об этом Феликсу, чем его расстраивает — прошлый лучший друг Феликса пытался таким образом влиться в семью. Оливеру удается повернуть ситуацию в свою пользу, настроив кузенов друг против друга. Позже Оливер соблазняет и Фарли, после использовав его телефон для создания фальшивого письма скупщику антиквариата, подстроив все таким образом, словно Фарли собирался ограбить поместье. Его выгоняют с позором.
Лето завершается вечеринкой на день рождения Оливера, перед которой Феликс узнаёт о лжи Оливера относительно его семейного прошлого, что приводит к разрыву их дружбы. Чтобы не портить торжество, Феликс предлагает Оливеру просто покинуть поместье следующим днем и обещает никому не говорить об истинной причине их разрыва, так как это только навредит его репутации и станет причиной сплетен. На вечеринке Оливер множество раз пытается объясниться, но Феликс отвергает его. На следующее утро Феликса находят мёртвым в садовом лабиринте. Семья, не умея реагировать на подобные трагедии адекватно, скатывается в абсурд, который подпитывает Оливер (например, отвлекая мать от смерти сына беседой о прошедшей вечеринке и тонкостями приготовления шоколадного торта). Фарли, который вернулся накануне и который подозревает Оливера в тайных делах, не согласен играть по этим правилам — тогда Оливер ловко «ликвидирует» Фарли, упомянув о его пристрастии к наркотикам. Джеймс тут же выгоняет его, теперь уже насовсем. После похорон Феликса Оливер остаётся в Солтберне, так как в его поддержке нуждается Элспет.
Маниакальное поведение Оливера продолжается, он начинает подражать манерам Феликса и носить его нижнее бельё, что замечает Венеция. Вскоре она заканчивает жизнь самоубийством в ванной, вскрыв себе вены. Элспет сближается с Оливером все больше, тогда Джеймс, отчаявшись избавиться от Оливера, решает заплатить ему, чтобы тот ушёл.
Спустя несколько месяцев после смерти Джеймса, Оливер случайно встречает леди Элспет в кафе. Она приглашает его вернуться в Солтберн, на что он с радостью соглашается. Вскоре и сама Элспет смертельно заболевает, передавая все свои дела и наследство Оливеру, которому полностью доверяет. На её смертном одре Оливер признаётся, что он не только создал трагедии в Солтберне (подставил Фарли, отравил алкоголь Феликса, подбил на самоубийство Венецию и прочее), а и все события, начиная от якобы случайной помощи Феликсу в день их знакомства, заканчивая такой же случайной встречей в кафе с Элспет, были его искусной грандиозной манипуляцией, которую он провернул, изначально преследуя цель завладеть поместьем. Торжествующий Оливер вынимает дыхательную трубку изо рта Элспет, от чего та умирает.
После её смерти Оливер, владелец Солтберна и состояния Кэттонов, празднует свою победу в особняке, танцуя обнаженным и перемещаясь по роскошным комнатам особняка. Финальная сцена сопровождается оригинальным треком «Murder on the Dancefloor» исполняемым певицей Софи Эллис-Бекстор. Сам сюжет фильма является отсылкой к музыкальному клипу «Murder on the Dancefloor» 2001 г., по сценарию которого главная героиня устраняла конкурентов с помощью нечестных методов.

## В ролях
- Барри Кеоган — Оливер Квик
- Джейкоб Элорди — Феликс Кэттон
- Розамунд Пайк — леди Элспет Кэттон, мать Феликса
- Ричард Грант — сэр Джеймс Кэттон, отец Феликса
- Элисон Оливер — Венеция Кэттон, сестра Феликса
- Арчи Мадекве — Фарли Старт, двоюродный брат Феликса
- Кэри Маллиган — «бедная дорогая» Памела, подруга Элспет
- Пол Рис — Дункан, дворецкий в поместье Солтберн
- Юэн Митчелл — Майкл Гэйви, друг Оливера по колледжу
- Сэди Совералл — Аннабель
- Милли Кент — Индия
- Рис Шерсмит — профессор Уэйр
- Дороти Эткинсон[англ.] — Паула Квик, мать Оливера
- Шон Дули — Джефф Квик, отец Оливера
- Лолли Адефопе[англ.] — леди Дафни
- Джошуа Макгуайр[англ.] — Генри

## Производство

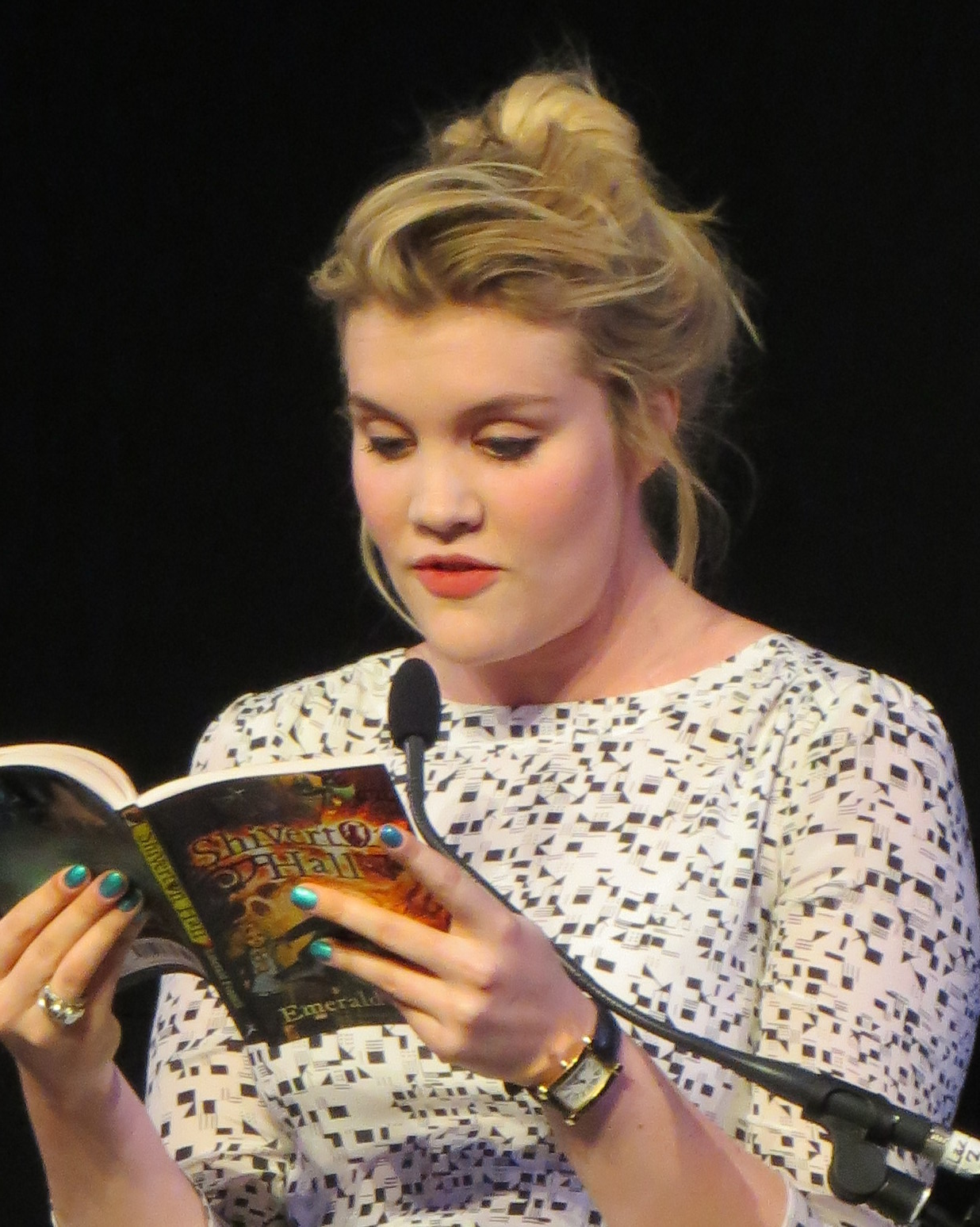
Режиссёр и автор сценария Эмиральд Феннел

В январе 2022 года стало известно, что Эмиральд Феннел станет режиссёром фильма «Солтберн». В январе 2022 года компания Марго Робби LuckyChap Entertainment вела переговоры о продюсировании. В мае 2022 года Джози Макнамара, Том Акерли и Робби стали продюсерами, а Розамунд Пайк, Джейкоб Элорди и Барри Кеоган вошли в актёрский состав фильма. В декабре стало известно, что Кэри Маллиган вошла в актёрский состав.
Съёмки начались 16 июля 2022 года, оператором выступил Линус Сандгрен. Права на прокат фильма приобрела компания Amazon Studios.
Фильм «Солтберн» описывается как «история одержимости», которая вращается вокруг аристократической английской семьи. Однако дальнейшие подробности о фильме пока держатся в секрете.

## Темы и источники вдохновения
Фильм сосредотачивается на избытке и одержимости. Феннелл заявила: «Я черпала вдохновение из своего личного человеческого опыта, ведь я тоже прошла через всё то, что мы чувствуем в этот период нашей жизни, а именно невероятно безумную хватку навязчивой любви… Но, очевидно, я не зашла так далеко, как некоторые герои [в фильме]».
Обсуждая источники вдохновения для фильма, Феннелл упомянула фильмы «Заводной апельсин» и «Жестокие игры», роман «Ребекка» Дафны Дюморье и роман Л. П. Хартли «Посредник» и его экранизацию 1971 года. Она уточнила: «Наверное, я в большей степени обратилась к британской традиции изображения загородного дома как в „Посреднике“ и к очень специфическому британскому… миру Джозефа Лоузи, где класс, власть и секс сталкиваются в одном месте».
Роман Патриции Хайсмит «Талантливый мистер Рипли» и его экранизация часто упоминались критиками как оказавшие влияние из-за общих тем социального класса и сходства между Оливером и Томом Рипли, главным героем романа, хотя сама Феннелл предпочла не предаваться этим сравнениям.

## Премьера
Мировая премьера фильма состоялась 31 августа 2023 года на 50-м кинофестивале «Теллурайд». 4 октября 2023 г. фильм открыл 67-й Лондонский кинофестиваль. Директор фестиваля Кристи Мэтисон заранее высоко оценила режиссёрскую работу Феннелл как «амбициозный фильм», «мастерски сделанный» и вызывающий «захватывающие чувства». Она также отметила «исключительные» актёрские работы, «восхитительные повороты сюжета» и саундтрек из «поп-баллад начала XXI века». Ограниченный прокат фильма в США запланирован на 24 ноября 2023 года, а широкий — на 1 декабря.

## Восприятие

### Кассовые сборы
По данным на 28 декабря 2023 года, фильм собрал $11,2 млн в США и Канаде и $8,1 млн в других странах. Общие сборы составляют $19,3 млн.
За первые выходные ограниченного американского проката фильм собрал $322,7 тысяч в семи кинотеатрах. 22 ноября прокат увеличился до 1566 кинотеатров, и фильм собрал $684 тысяч в первый день широкого проката. Сборы дебютного уикенда составили $1,8 млн (и в общей сложности $2,9 млн за пять дней). В следующие выходные сборы фильма упали всего на 16 %, составив $1,6 млн.

### Реакция критиков
На сайте Rotten Tomatoes фильм имеет рейтинг 72 % основанный на 254 отзывах, со средней оценкой 6,9/10. Консенсус гласит: «Карамельный и острый „Солтберн“ от Эмиральд Феннел — это развратный толчок для чувств, который взбодрит большинство зрителей». На Metacritic средневзвешенная оценка составляет 61 из 100 на основе 53 рецензий, что указывает на в целом положительные отзывы.